# Pra'
Pra' (elisione dell'antico nome originale latino di Prata Veituriorum) è una delegazione (ex comune autonomo) del ponente genovese; situato tra Pegli e Voltri, fa parte del Municipio VII Ponente del Comune di Genova, per appunto insieme con Pegli e Voltri.
Il nome degli abitanti di Pra' è "praesi": tuttavia, chi è originario da generazioni della località preferisce essere chiamato "praino" (in dialetto genovese: prain).
A livello amministrativo, Pra' è stato un comune autonomo dal 1797 al 1926, ed era divisa in cinque borghi, o casali: Torre, Pra' (Centro, poi denominato Borgo Foce), Sapello, Palmaro e Palmaro Carbone. A questi si sono aggiunti San Pietro, costruito tra il 1980 e il 1985, e il C.E.P. (Centro Edilizia Popolare), chiamato anche Ca' Nova. Con la costituzione della Grande Genova, ovvero il conglobamento di diciannove comuni, decisa durante il regime fascista, dal 1926 Pra' è stato aggregato al comune di Genova. Con riferimento alle vecchie circoscrizioni di Genova (decadute con la nascita dei Municipi nel 2007), Pra' comprendeva le unità urbanistiche di Pra', Pra' - Palmaro e Pra' - Ca' Nuova; tutte insieme hanno una popolazione di 18 941 abitanti (al 31 dicembre 2022). A queste vanno aggiunte porzioni delle unità urbanistiche di Castelluccio (in comune con Pegli) e Voltri.

## Origini del nome
L'origine del nome viene fatta risalire a Prata Veituriorum, prati dei Veiturii, dal nome della popolazione che in età pre-romana risiedeva nella zona compresa tra il torrente Polcevera e l'attuale Arenzano. Si tratta, quindi, di un'elisione della parola Prata, da scriversi quindi con l'apostrofo e non con l'accento.

## Storia
A Pra' si trovava, in epoca pre-romana l'astu dei Veiturii, centro politico ed economico della tribù dei Veiturii, il cui territorio si estendeva tra Sestri e Arenzano. La Pieve dell'Assunta rivestì grande importanza per tutto il Medioevo e fino al 1838 sovrintendeva alle chiese e cappelle situate nelle località di Pra', Pegli, Multedo, Voltri, Mele, Acquasanta, Crevari, Arenzano.

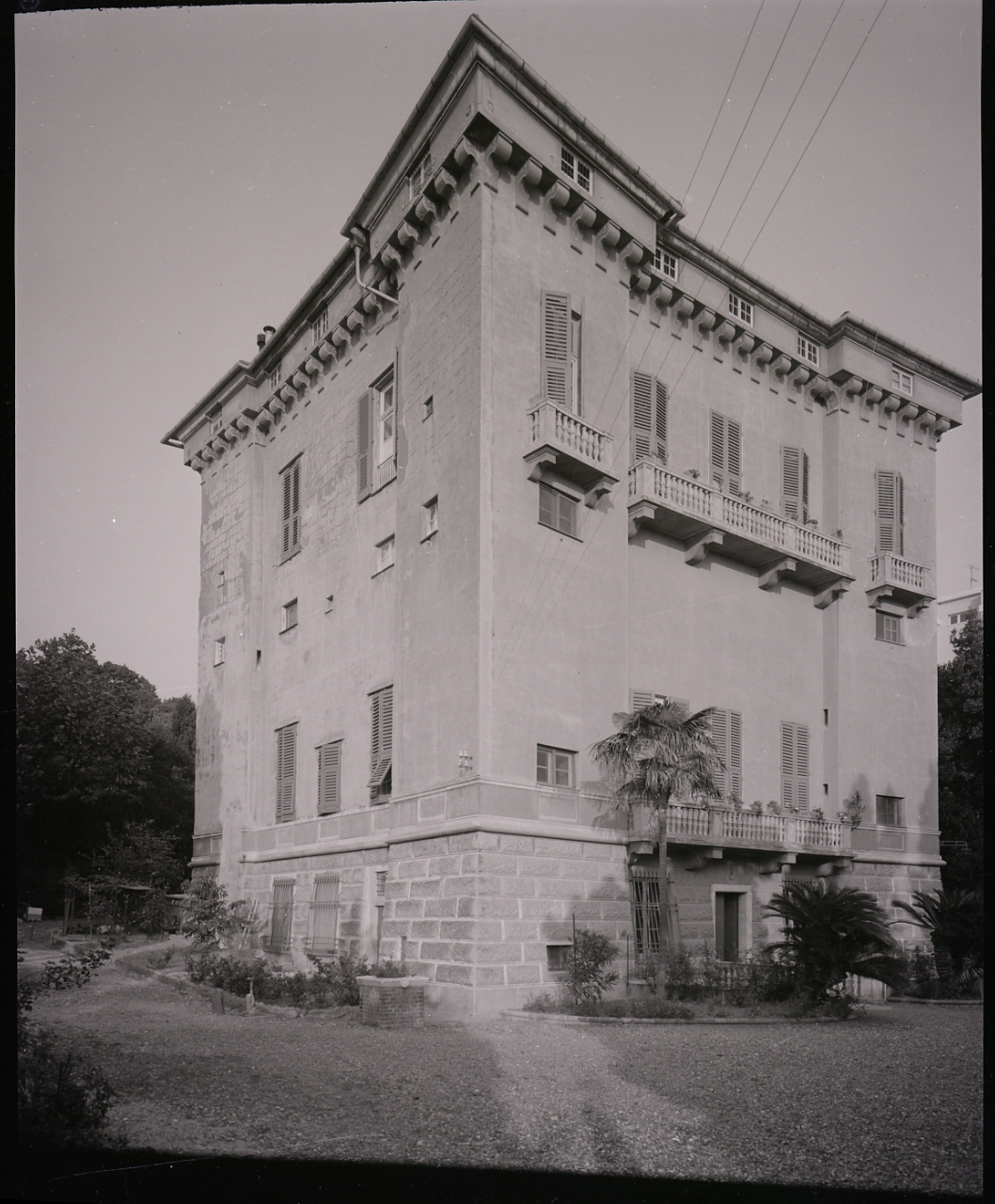
Villa Negrone della Loggia. Foto di Paolo Monti, 1964

Pra' fu sede di importanti cantieri navali, come i Durante e i Tixi, specializzati nella costruzione di brigantini e brigantini a palo, particolarmente apprezzati dagli armatori camogliesi. Si narra che sulla spiaggia di Pra' fu costruita parte delle galee utilizzate da Giulio Cesare per la conquista della Gallia. Le attività di costruzioni navali generavano un indotto industriale e artigianale, specializzato nella costruzione di ferramenta (da cui la via Ferriere di Pra'), corde (da cui la via Cordanieri), e bozzelli (da cui la via Bozzellari). Le attività di costruzione navale sono continuate con successo fino agli anni 1980, quando sono state spazzate via dalla costruzione del porto. Ultimi a operare sulla spiaggia di Pra' furono i cantieri Ferrari, Mantero, Mostes, Zippo.
Nel 1873 furono fondate le Ferriere Ratto, poi confluite negli anni 1920 nell'Ilva, che cessarono l'attività nel 1927. Un pontile venne costruito sul litorale antistante, per l'attracco delle navi (a vela, poi a vapore) che trasportavano il carbone dalla Sardegna, poi ricostruito e ingrandito nel 1918, e che per lungo tempo caratterizzò il panorama litoraneo praese. Le ferriere davano lavoro anche a maestranze bresciane che si erano trasferite a Pra', tra cui il padre del grande pittore Evasio Montanella. A fine Ottocento, una famiglia svizzera, i Leuhmann, avviò un'industria manifatturiera tessile specializzata nella produzione di tendaggi e merletti. Sorsero anche altre importanti attività industriali quali le officine Verrina (1870), il cotonificio Dapelo, la Elah (1950), il pastificio Rossi, e, poi (1954), le fonderie San Giorgio.
La spiaggia e il territorio pianeggiante circostante indussero molti esponenti della nobiltà e borghesia genovese a stabilire sul litorale praese, dal XVI al XVIII secolo, le proprie ville e residenze di vacanza, fra le quali Villa Sauli Podestà (XVII secolo), Villa Doria Podestà (XVII secolo), Villa Adorno Piccardo (XV secolo), Villa Pinelli-Negrone-De Mari (XVI secolo), Villa Negrone San Giovanni Battista, Villa Negrone della Loggia, Villa Grimaldi-Doria-D'Angri (XVII secolo), Villa Negrone di San Pietro, Torre Spinola-Cambiaso, Villa Ratto, e molte altre tra le quali le antiche Villa Gay e Villa Bellando-Tixi e le più recenti Villa Grillo (XVIII secolo), Torre Grillo (XIX secolo) e, a Sapello, Villa Laura (XVI-XVII secolo).
Pra' fu il luogo di provenienza di ben tre garibaldini della spedizione dei Mille, rivelandosi uno dei comuni liguri che maggiormente contribuì all'impresa.
Intensa era l'attività di pesca, con numerose famiglie di armatori, pescatori e marinai dedite anche alla lavorazione e al trattamento del pescato. Nel 1681 venne fondata la Compagnia dei Marinai di Sant'Erasmo, e nel 1919 la Società di Mutuo Soccorso fra Armatori e Marinai Pescatori di Pra'. Il comune diede i natali a vari capitani marittimi, un generale di Divisione dell'Arma dei Carabinieri e a un contrammiraglio, Pietro Antonio Durante, il cui padre, Luigi Bartolomeo, ingegnere navale, era proprietario e direttore di un cantiere navale in Pra' tra i più attivi e rinomati del paese.
Il particolare microclima, mite, asciutto e specifico, ha favorito le colture agricole che, nel corso dei secoli, permisero di sviluppare il basilico di Pra', fondamentale ingrediente per la preparazione del pesto alla genovese.
Dai primi dell'Ottocento, Pra' divenne un centro balneare rinomato e frequentato, con la costruzione di stabilimenti balneari tra i quali i bagni comunali San Pietro, i Regina Elena, i Rosa, i Dominante, gli Ausonia, i Miramare, e molti altri. Vicino al casello autostradale vi erano le Sorgenti Sulfuree.
In Pra' si è sviluppato un grande tessuto associativo, a partire dall'Arciconfraternita N.S. Assunta (sec. XIII), la Compagnia Marinai di Sant'Erasmo (1681), la banda musicale Carlo Colombi (1845), una delle prime bande della Liguria, la Pubblica Assistenza Croce Verde (1906), la Società di Mutuo Soccorso (1870), la Società di Mutuo Soccorso fra Armatori e Marinai Pescatori (1919), la Cooperativa Agricola (1919), la polisportiva Edera (primi Novecento), e altre che si sono successivamente aggiunte.

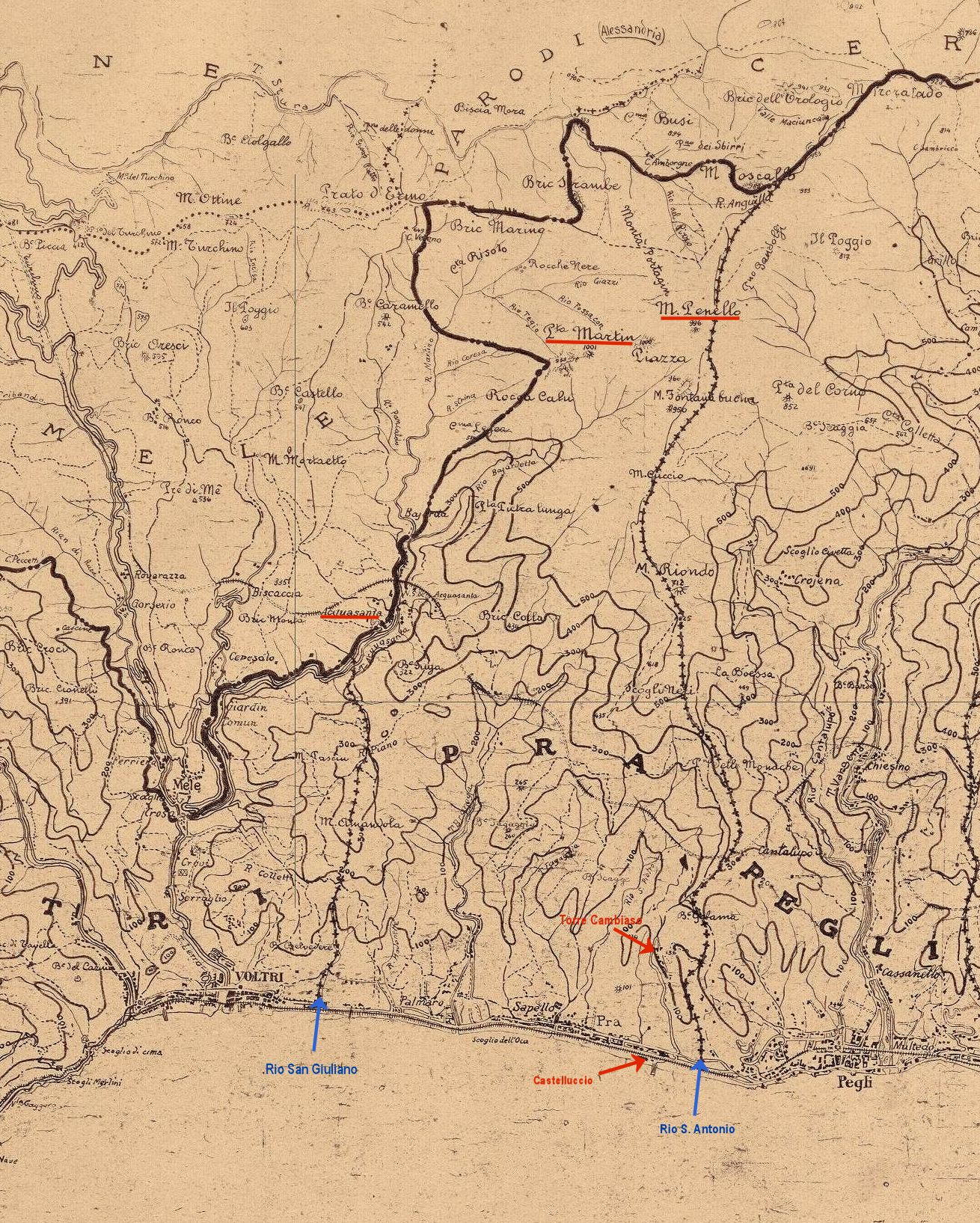
Confini del Comune di Pra' alla nascita della Grande Genova (1926)

Durante il Governo Mussolini, con il regio decreto-legge n. 74 del 14 gennaio 1926, nell'ambito della creazione della cosiddetta Grande Genova, il comune fu soppresso e aggregato con altri 18 a quello di Genova, la cui nuova entità amministrativa diventò operativa dal 1º luglio 1926. Da allora, ha assunto lo status di delegazione, di fatto mantenendo una certa autonomia e la presenza di un delegato del sindaco e uffici comunali. Durante tale periodo, la vita a Pra' rimase simile a quella di quando vigeva il comune, con impulso alla costruzione di nuovi edifici nel centro paese, la costruzione di un dispensario comunale nella via Cordanieri e nuovi stabilimenti balneari.
Sotto l'amministrazione della delegazione, fu fondato il Gruppo Sportivo Speranza di canottaggio (1953), che giunse alla conquista di titoli provinciali, regionali e nazionali nel canottaggio, prima a sedile fisso, poi nel mobile, fornendo elementi per il Galeone Genovese per le Regate delle Antiche Repubbliche Marinare. Nel 1946 nacque il Gruppo Sportivo Aragno di Pallanuoto, nel 1957 il G.S. Regina Margherita e, per il calcio, nel 1945 l'Edera, nel 1947 la Palmarese, e negli anni 1950 la Pra'-Folgore.
Fino alla metà degli anni 1970 la delegazione continuò a essere caratterizzata da attività balneari estive, pesca, piccola cantieristica e attività agricole. Nel 1968 il comune di Genova e l'autorità portuale di Genova decisero di costruire un porto container sul litorale di Pra'. I lavori iniziarono nel 1974 e durarono per oltre trent'anni, con importanti disagi per la cittadinanza. Solo la devastante alluvione del 1993 costrinse le autorità e gli enti competenti comunali e portuali a cancellare il progetto iniziale che prevedeva l'interramento totale del litorale, prevedendo così un braccio di mare interposto tra l'abitato e il porto: nacquero così, anche a seguito delle proteste della cittadinanza e del concorso tra forze politiche, religiose, culturali e sociali, la fascia di rispetto, il canale di calma e il campo per le regate di canottaggio.
Lo status di Pra' nel 1978 fu modificato in circoscrizione del comune di Genova. Il 18 giugno 1999 Pra' fu accorpata dal comune di Genova con le circoscrizioni limitrofe di Pegli e Voltri in una sola, la circoscrizione VII Ponente, in seguito municipio.

### Simboli
Fino al 1926, anno dell'unificazione sotto la Grande Genova, Pra' era un comune autonomo e si fregiava di un suo stemma, concesso con regio decreto del 21 settembre 1862, e avente nel capo cinque tortelli di colore verde su fondo rosso, a ricordare i cinque "casali" che componevano il comune: Pra', Torre, Sapello, Palmaro, Palmaro Carbone; nella parte principale il campo di color verde faceva da sfondo a un palma, volendo così ricordare l'origine dei nomi di Pra' (il campo verde) e di Palmaro (il palmizio d'oro).
Nel 1996 il Comitato Culturale Praese, ha aggiornato il vecchio stemma non più in uso dopo il 1926, dividendo ulteriormente in due la parte superiore, aggiungendo sulla destra il simbolo relativo al nuovo quartiere che nel frattempo era sorto, e dedicando alla parte sinistra la croce di San Giorgio, a rappresentazione dell'unificazione con il Comune di Genova. I sei simboli rappresentano ora i sei sestieri Praesi: Longarello, San Pietro, Borgo Foce (Pra' centro), Sapello, Palmaro e Cà Nuova.
La parte inferiore è rimasta immutata. Il tutto era ed è ancora sormontato da una corona e completato con due foglie di palma che si annodano sul fondo.
Il gonfalone di Pra', sempre realizzato dal Comitato Culturale Praese, è costituito dallo stemma di Pra' ricamato su un drappo di velluto azzurro, colore del mare che per secoli ha costituito la risorsa fondamentale di Pra'.

## Geografia e clima
La delegazione di Pra' si estende dal crinale compreso tra il Castelluccio e Torre Cambiaso (a levante) che la separa dalla Delegazione di Pegli, e il rio San Giuliano a ponente, che la divide dalla Delegazione di Voltri. Il confine storico dell'allora comune di Pra' invece si estendeva a levante fino al Rio S. Antonio, in corrispondenza dell'attuale Piazza Lido di Pegli. Il territorio storico dell'ex comune, dalla caratteristica forma che ricorda la sagoma di un cane accucciato, si estende su una superficie di circa 18,5 km² e confina a nord con i comuni di Mele e Ceranesi e Bosio (AL). Nel territorio storico di Pra' si trova la Punta Martin, 1 001 m, uno dei monti più alti dell'Appennino ligure occidentale.
L'orografia di Pra' è una delle più interessanti da un punto di vista geologico e paesaggistico: a nord si erge il gruppo montuoso del Monte Penello, un complesso di montagne caratterizzato da un'associazione di rocce come serpentiniti, lherzoliti, metabasalti, metagabbri e metasedimenti di cui fa parte il settore dell'Appennino ligure (ma da considerarsi già come Alpi liguri, da un punto di vista geologico) compreso tra il Giovo Ligure e il Passo della Bocchetta; questi rilievi raggiungono altezze discrete, come quelle toccate dal Monte Penello (995 m), dalla Punta Martin (1 001 m) e dal Monte Fontanabuona (964 m).
Proprio grazie a tale conformazione montuosa, il clima di Pra' risulta più mite d'inverno rispetto a quello della vicina Voltri: i freddi venti di tramontana pur soffiando non di rado con forte intensità si scaldano per compressione adiabatica ridiscendendo i rilievi; ne consegue che giungono a Pra' decisamente meno umidi e sensibilmente più tiepidi rispetto a quanto non avvenga in altre aree del Ponente genovese, come Sampierdarena o Voltri. Pra' risulta inoltre abbastanza riparata anche dai venti sud-orientali, grazie all'orientamento della linea di costa che si presenta abbastanza alta, rocciosa e disposta da ONO verso ESE. Durante l'estate, il clima è più o meno uniforme al resto di Genova, risultando moderatamente caldo ma piuttosto afoso.

### I Sestieri
Il territorio del Sestiere San Pietro si espande da Torre Cambiaso, antica villa con torre di guardia che sovrasta Pra' dalle sue colline, fino a Longarello, prospiciente il litorale fino al Castelluccio. Il nuovo quartiere San Pietro (vedi Le Lavatrici) è sorto sulla collina attigua a quella della Torre Cambiaso negli anni tra il 1980 e 1990. Torre Cambiaso, insieme con il Castelluccio, era stata eretta per difendere l'abitato di Pra' dalle scorrerie dei corsari barbareschi.
Borgo Foce, che si estende tra piazza Sciesa e il palazzo comunale di piazza Bignami, abitato sin dall'antichità, è divenuto il cuore politico ed economico della cittadina che qui concentrava e da qui espandeva le sue attività cantieristiche, pescherecce e industriali. In Borgo Foce si trova l'antica chiesa romanica di San Pietro, una delle prime abbazie cistercensi d'Italia.
A ovest di piazza Bignami si entra in Sapello cominciando proprio con l'omonima via precedentemente conosciuta come via Comunale; il territorio di Sapello giunge fino a piazza Laura.
Palmaro, insieme con borgo Foce, è il nucleo più antico di Pra', e si estende dal bacino del Branega fino al rio Madonnette, subito a levante del casello autostradale di Genova Pra'. Nel borgo di Palmaro si trovano l'antica chiesa e oratorio della Pieve di S.M. Assunta e il cimitero di Pra', realizzato dal Comune nel 1836.
Tra quest'ultimo piccolo corso d'acqua e il rio San Giuliano, che separa Pra' da Voltri, subito a ponente delle ex-officine Verrina di Pra', si trovava Palmaro Carbone. Il territorio di questo sestiere di Pra' è ora denominato come Ca' Nuova, dopo un periodo di transizione piuttosto oscuro soprattutto negli anni tra il 1970 e il 1990 quando il borgo, sotto il nome di CEP (acronimo di Case Edilizia Popolare), ha vissuto la sua massima espansione a ridosso delle colline di Palmaro.

### Il basilico

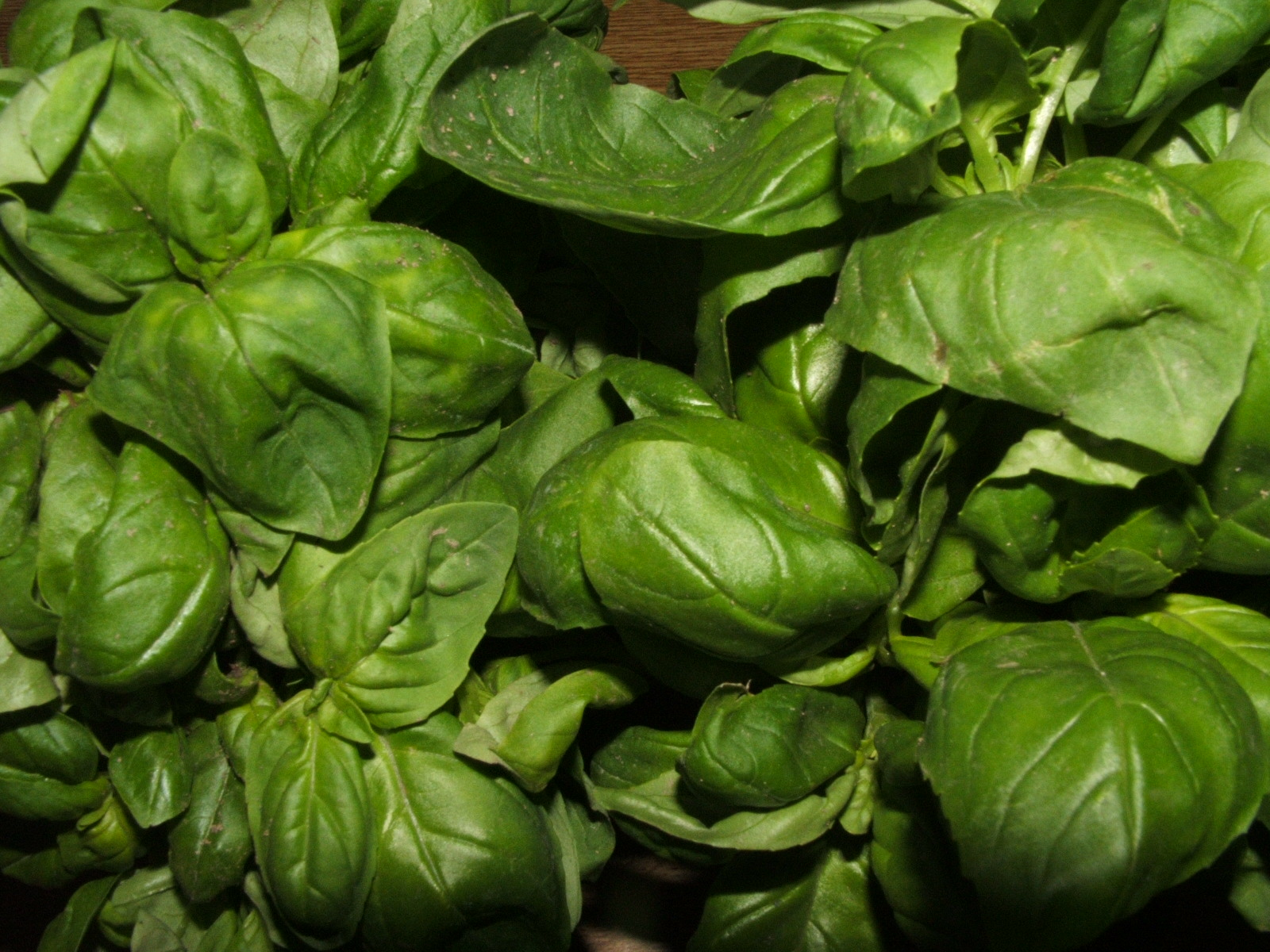
Il basilico genovese DOP prodotto nella delegazione genovese di Pra'

Stretta tra il mare e i monti, come del resto tutto il capoluogo della Liguria, Pra' è rinomata per il suo basilico DOP, coltivato da tempo immemorabile nelle serre sulle sue alture.
Questo prodotto tipico consente di confezionare il tradizionale e originale pesto alla genovese, condimento a base, appunto, di basilico, utile per condire diversi tipi di pasta, principalmente trenette, linguine, trofie, gnocchi e lasagne.

## Monumenti e luoghi di interesse
In Pra' sono presenti monumenti di interesse storico nazionale, tra i quali la chiesa di S.M. Assunta (sec. VIII), la chiesa Romanica di San Pietro (1134), l'Oratorio di Santa Maria Assunta (sec. XII), il Castelluccio (sec. XV).

### Architetture religiose

#### La chiesa di Santa Maria Assunta

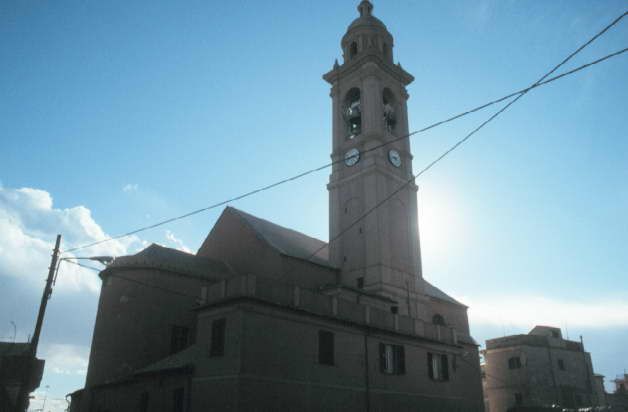
Chiesa Santa Maria Assunta di Palmaro. Veduta lato nord

La Pieve di Santa Maria Assunta in Pra'-Palmaro è una delle chiese più antiche e insigni della Liguria e fu edificata assai prima dell'anno 1000. La via che a essa conduce si chiama "via alla Chiesa di Pra'", a testimoniare il fatto che per molto tempo questa è stata la chiesa principale se non l'unica avente giurisdizione sul territorio dell'ex comune di Pra'. La sua stessa intitolazione è prova di antichità, visto che proprio alla Madonna Assunta, nei primi secoli della cristianità, venivano dedicate le Basiliche e le Pievi che sorgevano in corrispondenza di centri importanti e popolosi. Anche il titolo stesso di "Pieve", ossia di "Chiesa Matrice", è generalmente indizio di un'antichità che si perde nei tempi remoti. In effetti, già nel 1163 la chiesa è attestata come Sancta Maria Plebis Vulturi.
Nel 1134 la chiesa fu dotata di un ospizio per i pellegrini.
Nel Medioevo la chiesa era circondata dal cimitero, del quale si ha memoria in più documenti dei secoli XIII e XIV.
Lo stile di S.M. Assunta anticamente era romanico, con tre navate, come risulta dalla visita di Monsignor Bossio, compiuta nel 1582. Nel XVI secolo, durante le scorrerie dei barbareschi, la chiesa fu saccheggiata; durante l'incursione del 1549 andarono in particolare perduti arredi sacri, palii argentei, eleganti paramenti e una statua lignea della Madonna e una serie di documenti legati tanto alle attività di coro quanto alla storia della chiesa. A seguito di tali scorrerie, nella seconda metà del secolo XVII la chiesa venne rifatta nella forma presente, a una sola navata, lunga 23 metri e larga 12. Fu allora che nei muri laterali furono costruiti tre altari per parte. Il presbiterio e il coro hanno ancora la forma originale, così come la cappella maggiore e le due laterali, che anticamente fronteggiavano le due navate minori, demolite tra il 1670 e il 1680, all'epoca della ristrutturazione della chiesa, quando venne anche ricostruito il campanile nella forma attuale.
Sulla facciata rimase visibile fino al 1880 un affresco raffigurante N.S. Assunta in Cielo attorniata dai Santi titolari delle chiese suffraganee, cioè che riportavano e dipendevano dalla Pieve di Pra': i santi Nazario e Celso per Arenzano e sant'Eugenio per Crevari, i santi Nicolò, Erasmo e Ambrogio per Voltri, sant'Antonio Abate per Mele, san Martino per Pegli, san Marziano per Laviosa di Pegli. L'autore del pregevole dipinto fu il celebre Andrea Ansaldo, voltrese, valentissimo pittore del secolo XVII. Il magistrale medaglione venne scriteriatamente coperto da un'insipida, praticamente vandalica, nuova tinteggiatura nel 1880.
Dello stesso Ansaldo rimane, all'interno della chiesa, un'Assunta affrescata sulla volta del presbiterio. La chiesa conserva inoltri affreschi di F. Baratta (nell'abside), di A. Semino (un Presepio) , del Baciccio (un Sant'Erasmo) e di Domenico Piola (un'Assunta). Tra gli arredi in marmo, una statua della Madonna del Rosario di D. Parodi e un sacrario (XV secolo) del savonese Pier Sormano.
Nel 1901 venne rifatta l'orchestra e l'organo (2 tastiere e 27 pedali), rinnovato dall'artigiano Ernesto Lingiardi. In tale occasione furono chiuse le due finestre con persiane, originariamente esistenti sulla facciata della chiesa, trasformate in nicchie decorative, tuttora visibili. Vennero pure realizzate sei vetrate, tre per lato, sui muri longitudinali sotto il cornicione. L'organo è stato restaurato nel 2015. Il campanile fu restaurato negli anni '20-'30 del Novecento per iniziativa dell'allora arciprete Vittorio Belleno, provvedendo pure a decorare la facciata principale e a restaurare le decorazioni interne. A partire dal 2006 la chiesa è stata oggetto di un nuovo restauro conservativo esterno che la sta riportando all'originale splendore.

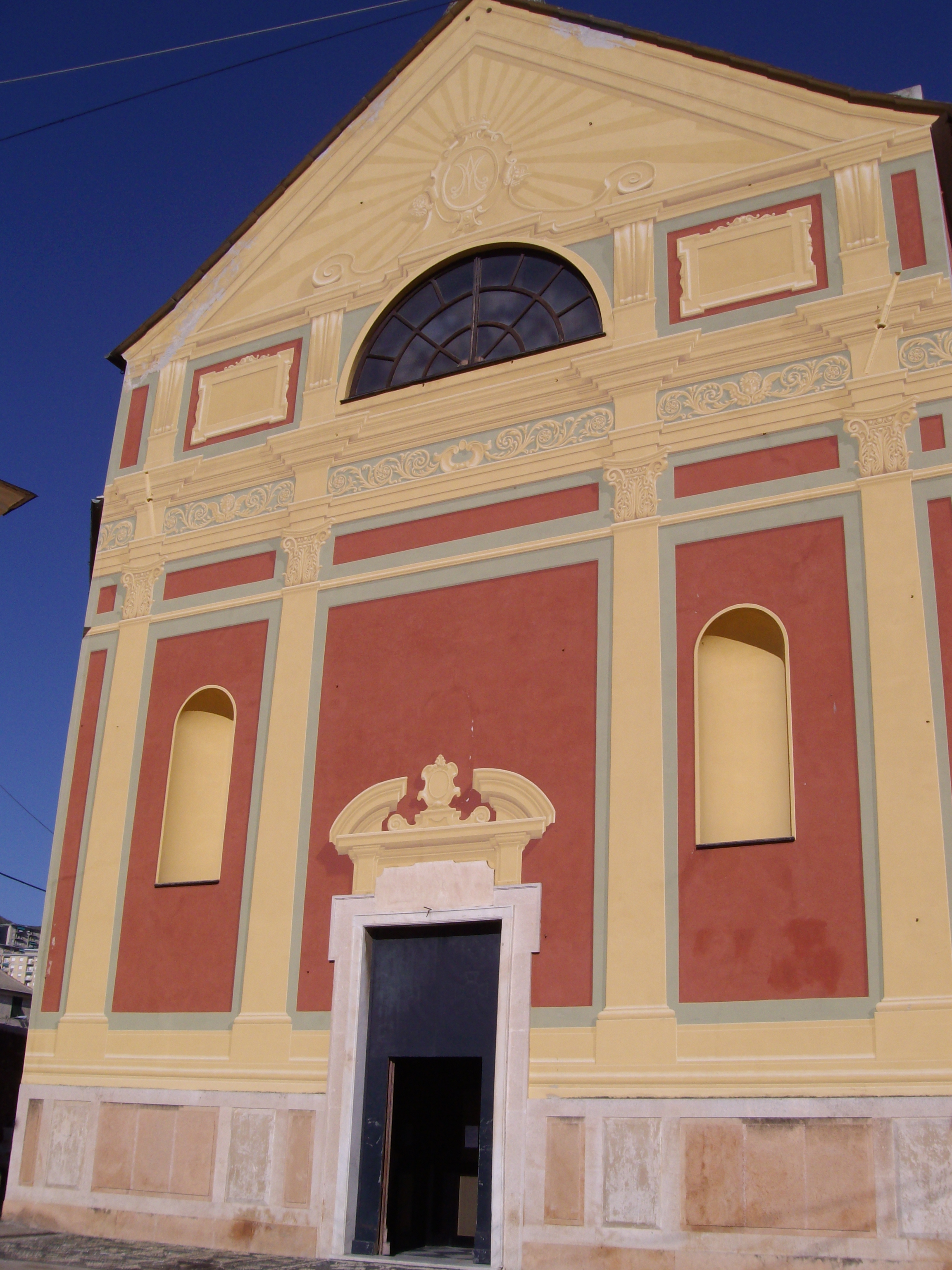
La facciata della chiesa, recentemente restaurata
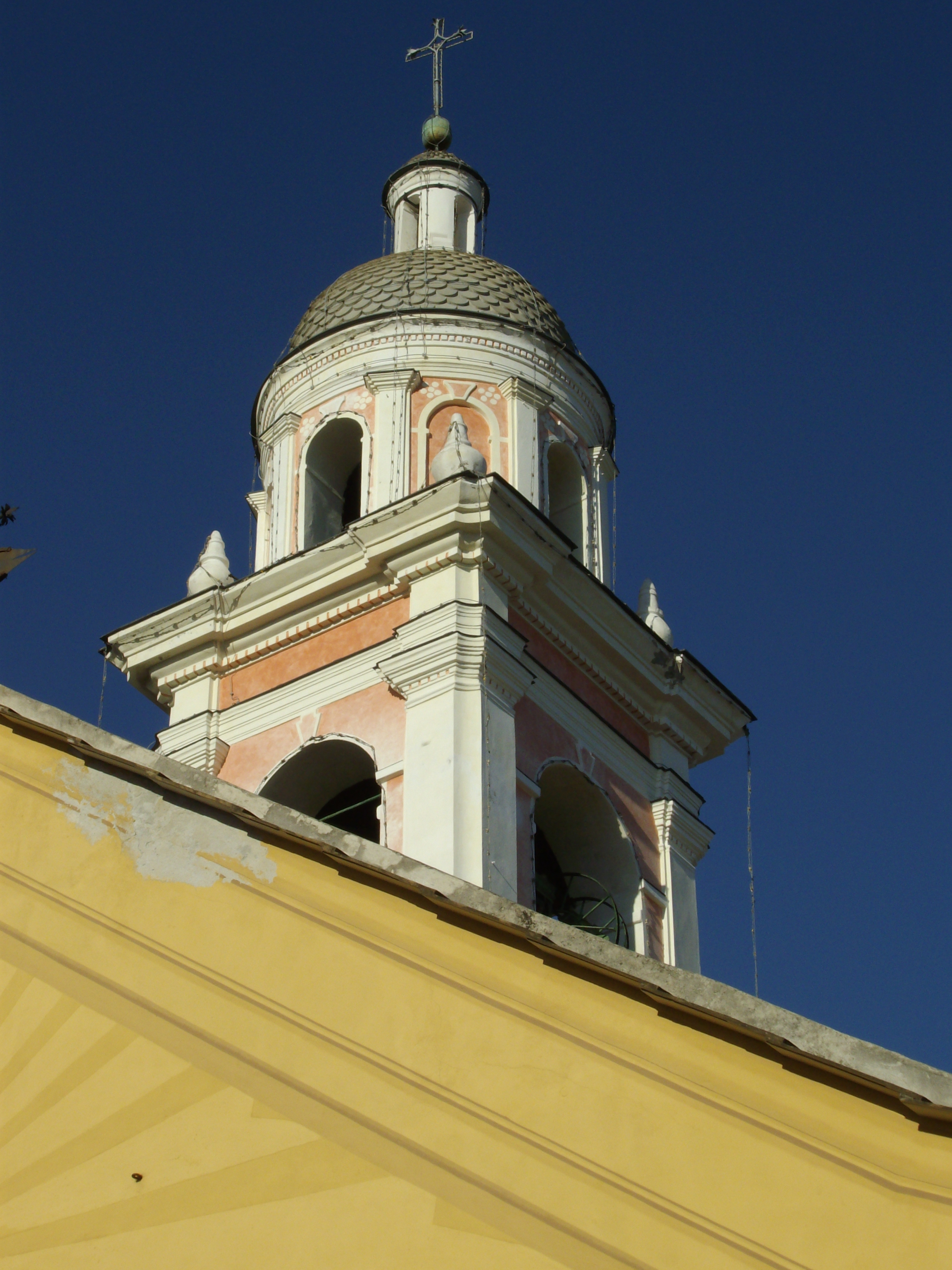
Particolare del campanile
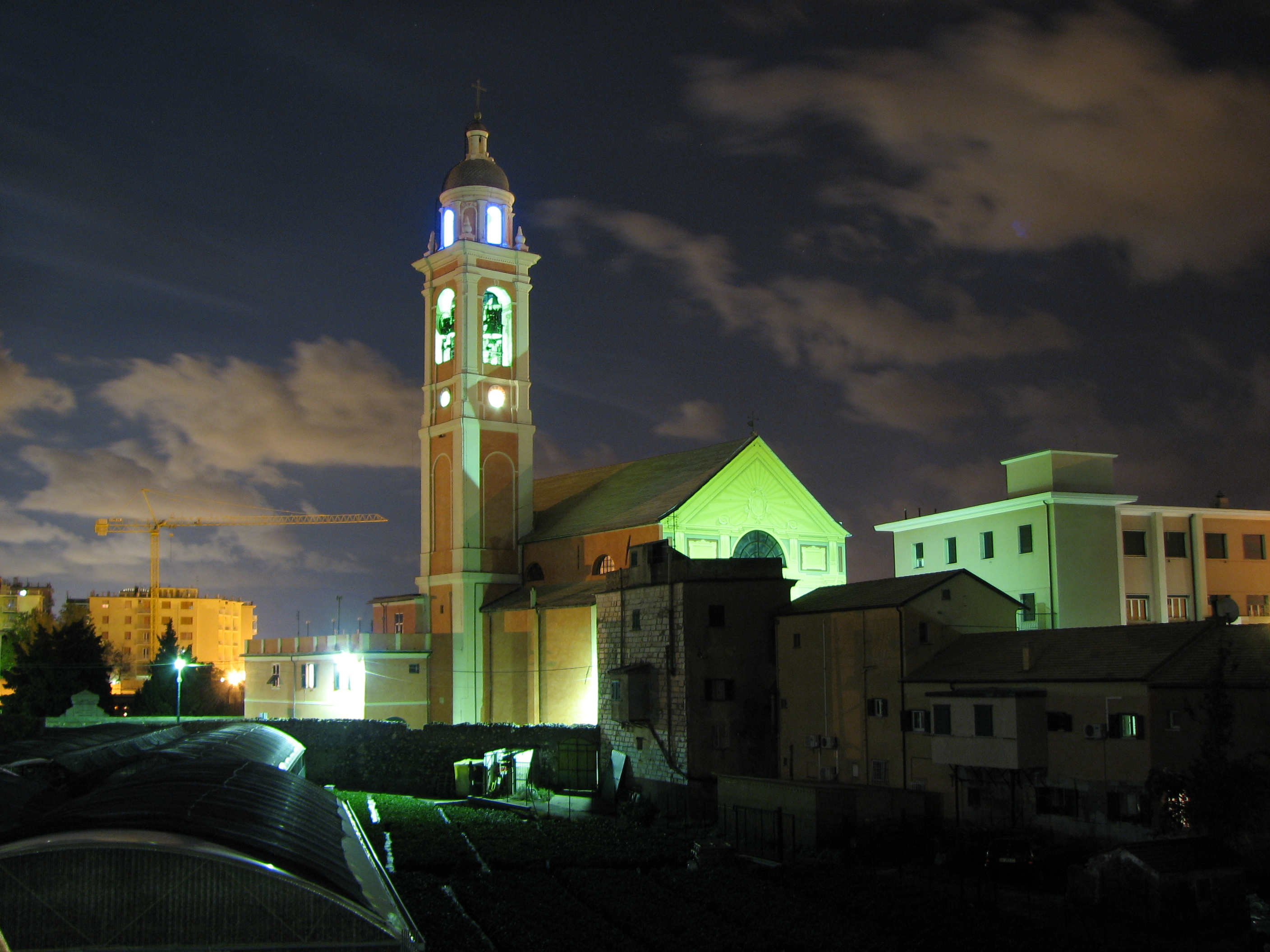
Visione notturna della chiesa

#### La Chiesa di San Pietro

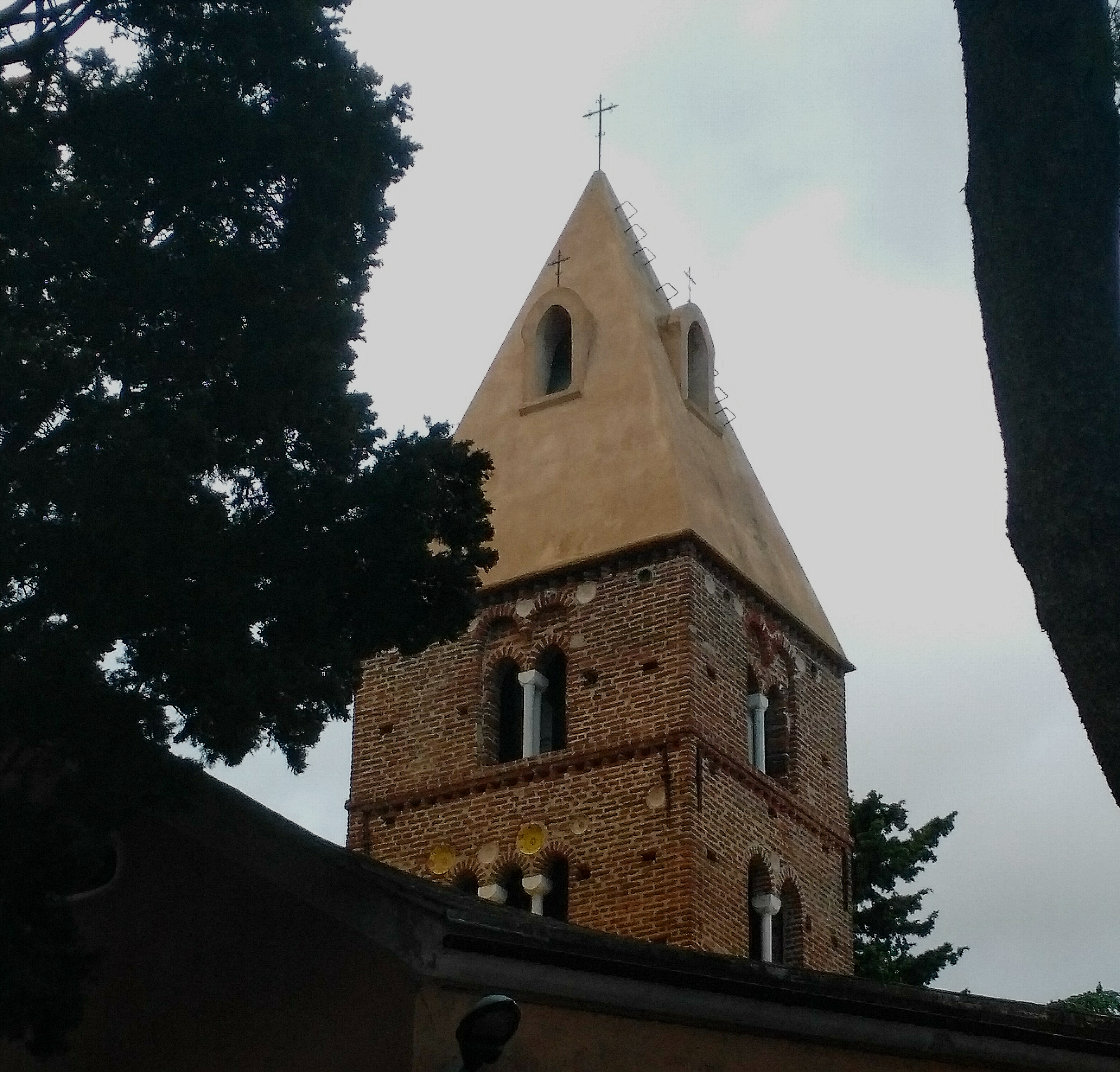
Particolare del campanile romanico della chiesa di San Pietro

La chiesa di San Pietro in Pra’ è l’edificio storico più antico esistente nella delegazione: il campanile romanico di San Pietro risale al 1134, fatto costruire dal console genovese Ansaldo Malone, che possedeva terreni e case rurali proprio a Pra’. La chiesa, a tre navate, che faceva parte del complesso dell’abbazia per suore Cistercensi voluta dal Malone, divenne presto destinataria di donazioni testamentarie, vere e proprie fortune che, come costume dell’epoca, venivano utilizzate per mantenere, presso i monasteri, degli ospedali che offrivano ricovero e accoglienza ai molti pellegrini che, recandosi nei luoghi religiosi, venivano colti dalla notte lungo il loro cammino. Uno di questi ospedali, oltre a quello annesso alla chiesa dell’Assunta, si trovava attiguo alla chiesa di San Pietro. Nel monastero di San Pietro soggiornarono sia l’abate Sant’Andrea di Sestri sia San Bernardo. Le suore che da Cistercensi, nel 1515, erano passate all’ordine di San Tommaso, nel 1631 vendettero la chiesa ad Antonio Torta che, scelleratamente la fece in parte demolire, lasciando intatto, oltre al campanile, il presbiterio e le due cappelle di testa delle navate laterali.
La proprietà passò poi ai Grimaldi (che nel 1642 costruirono l’attigua villa, la cui facciata è stata magistralmente restaurata nel 2013), e poi agli Spinola ai Negrone nel 1700, e infine, nel 1939, all’Opera Giosuè Signori. Sotto la guida dell’allora direttore della Fondazione, Monsignor Giovanni Pedemonte, nel 1996 la chiesa è stata restaurata e ampliata, nel rispetto delle strutture esistenti, su progetto dell’architetto Giorgio e dell’ingegner Maurizio Gnudi, con inaugurazione il 29 giugno, in occasione delle celebrazioni di San Pietro, Patrono di Pra’. L’operazione di ampliamento e restauro è stata effettuata in modo magistrale, in una perfetta fusione e compenetrazione di strutture medioevali e moderne in perfetta armonia. Gli antichi mattoni degli archi romanici delle tre navate spiccano nella loro essenzialità. Una delle arcate è stata intelligentemente irrobustita con due putrelle d’acciaio opportunamente sagomate che sono perfettamente integrate strutturalmente e visivamente con l’antica muratura.
All'interno, la chiesa conserva un bassorilievo marmoreo di una Crocefissione (XV secolo), un grande ciborio, un quadro Seicentesco e altri due, coevi, dipinti da Domenico Piola.

#### Oratorio dell'Assunta
Nei pressi dell'omonima chiesa si trova l'oratorio dedicato alla Madonna Assunta, raffigurata sia in un affresco della volta datato 1649, sia in un'altra pittura sull'altare, attribuita al Carlone, sia in una statua lignea intagliata da Anton Maria Maragliano. Di costruzione precedente al XV secolo, nel Settecento l'oratorio fu abbellito con decorazioni a stucco.
L'oratorio conserva inoltre quattro Crocifissi (tra i quali uno di Giambattista Bissone), un trittico con i santi Cristoforo, Rocco e Sebastiano dipinti su legno (fine XV secolo) e sei nicchie che, oltre alle statue degli ultimi due santi citati, contengono altri manufatti raffiguranti san Pietro, sant'Isidoro, san Bernardino e san Carlo.

#### Chiesa di Nostra Signora del Soccorso e di San Rocco
Consacrata il 18 dicembre 1969, la chiesa fu costruita come nuova parrocchiale che in sostituzione del vecchio oratorio di San Rocco, situato nell'odierna piazza Sciesa, il quale era già attestato come cappella nel 1582 e si distingueva per il suo piccolo campanile a striature bianche e nere.

### Architetture militari

#### Il Castelluccio di Pra'

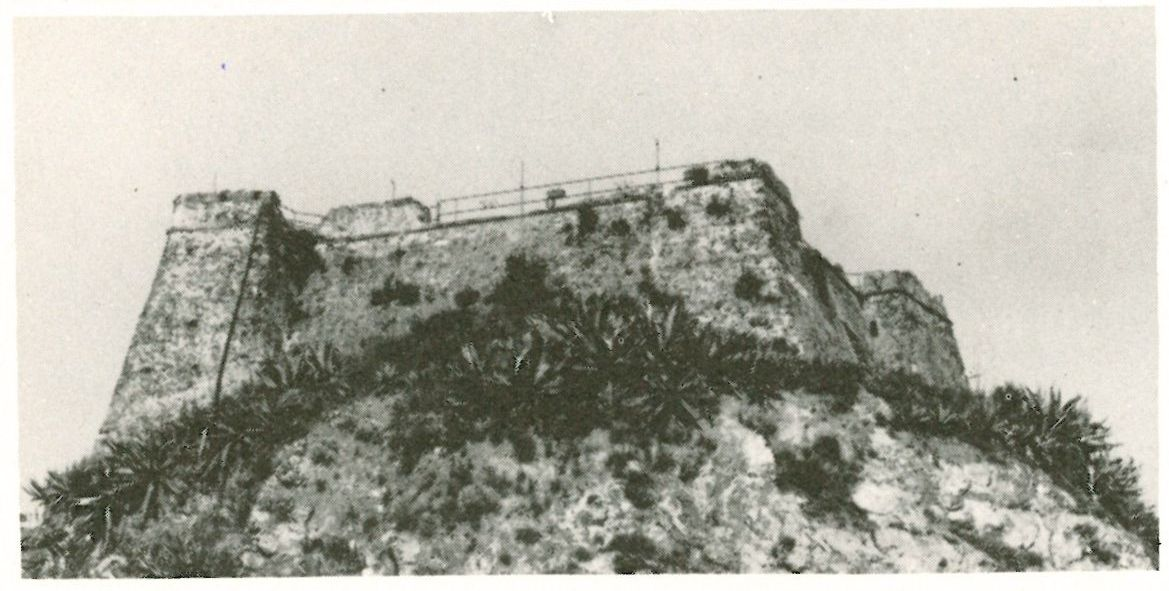
Il Castelluccio di Pra', prima della costruzione della ferrovia, in un disegno del Cambiaso

Costruito probabilmente sui resti di una torre di avvistamento risalente al X secolo, su uno scoglio a picco sul mare all'estremo levante della spiaggia di Longarello. La sua realizzazione risale al XVI secolo, quando «…le coste liguri, già soggette dai più lontani tempi alle incursioni di flotte nemiche e orde piratesche, risultano maggiormente esposte agli attacchi, per cui si ha un fiorire di iniziative coordinate dal governo della Repubblica di Genova. Tale necessità di creare nuove protezioni diventa urgente anche per tutte quelle comunità costiere, per cui, in tale periodo, sulle spiagge italiane, sorge una serie di fortificazioni pressoché ininterrotta, atta a presidiare i beni e la vita stessa degli abitanti, offrendo protezione armata e temporaneo ricetto durante le rapide incursioni nemiche. Con questa catena di fortificazioni venne anche ripristinata la catena di segnalazione che già da tempi molti antichi aveva la doppia incombenza di segnalare la rotta ai naviganti e di trasmettere con rapidità notizie relative alla comune sicurezza».
In questa fase venne edificato il Castelluccio costruito a levante del Borgo, in una zona poco abitata, dove erano presenti solo Torre Cambiaso e una casa di contadini, detta “la casa bianca”. Allora il confine tra Pra’ e Pegli era ancora più a levante, segnato dal Rio S. Antonio, in corrispondenza dell’attuale Piazza Lido. La posizione era perfetta per difendere la spiaggia e il Borgo di Pra’, mentre l’abitato di Pegli, che si trovava interamente oltre il promontorio di Pria Pulla, era difeso da altri due castelli, uno sul Varenna e uno in corrispondenza dell’attuale Albergo Miramare. «In posizione dominante, sopra un roccione serpentinoso, sopraelevato sulla spiaggia di una ventina di metri, il Castelluccio di Pra’ era originariamente di forma quadrata, con bastioni sui due angoli a levante ed a ponente. Durante la costruzione della ferrovia Genova-Savona, venne demolito l’angolo verso nord, con le strutture su di esso gravanti - per cui la pianta attualmente è pentagonale - e la strada carraia di accesso; per dare accesso alle strutture residue, venne aperto in tale occasione un varco sul lato verso il mare…». Durante la seconda guerra mondiale il Castelluccio venne adattato con la costruzione di batterie e un bunker antisbarco tedesco (tuttora esistente), anche questi orientati verso la spiaggia di Pra’. Nel dopoguerra venne inglobato in uno stabilimento balneare; dopo la costruzione del porto di Pra', la spiaggia sottostante è stata trasformata in un approdo per imbarcazioni da diporto.

#### Torre Cambiaso
Antica torre degli Spinola, posta a monte del Castelluccio, lungo uno dei sentieri che dalla costa conducevano verso l'entroterra, sull'attuale confine di levante della delegazione. Entrambi gli edifici, in passato, erano probabilmente uniti da mura o, comunque, costituivano un sistema difensivo unitario. "Al luogo detto la torre ove è un antico grazioso castello, nel 1746 veniva indicata la cappella del Rosario della famiglia Spinola. Nel 1770 è appellata invece S. Isidoro, e con questo titolare nel 1823 era dei Cambiaso come di presente” ( f.lli Remondini). A metà dell’’800 Pietro Cambiaso affidava all’architetto Giovanni Battista Novaro la ristrutturazione del complesso così che poté, sia sulla struttura sia sul giardino, applicare le influenze del romanticismo e neogotico sull’architettura del primo Ottocento (come facevano altri architetti come Canzio, ecc). Il mandato di Cambiaso era appunto quello di trasformare un edificio con vocazioni agricole (per le ampie proprietà coltivate che aveva tutt’intorno) in un castello neogotico. La torre venne sopraelevata con l’aggiunta di un corpo cilindrico merlato mentre gli edifici agricoli vennero accorpati in un unico edificio a “c”. Anche la cappella fu rifatta mentre il parco, allungato, fu sistemato “all’inglese” con la costruzione di un padiglione neoclassico in fondo a esso. I Padri passionisti che, provenienti dalla Spagna dopo la guerra civile, rilevarono l’edificio, hanno costruito una nuova cappella all’interno e utilizzato la chiesetta come refettorio. Negli anni ’80 la torre fu trasformata in albergo e centro congressi. A Torre Cambiaso visse e dipinse il pittore praese Evasio Montanella.

### Architetture civili

#### Le ville storiche
Partendo dal limite occidentale di Pra', lungo la via Aurelia, o nell'immediate vicinanze, proseguendo in direzione levante si incontrano numerose ville storiche, risalenti al XVII secolo.

##### Villa Sauli Podestà
Si trova in via Pra', 70. Nota anche come "Villa della Baronessa", edificata nel XVII secolo, la villa appartenne ai Sauli finché non fu acquistata da Luca Podestà (1848). Dall’atrio una breve rampa di scale in ardesia conduce al giardino retrostante, una seconda rampa immette nella luminosa galleria dalla quale si entra in un ampio salone. La cappella gentilizia venne originariamente dedicata al SS. Nome di Maria, poi (1823) all’Assunta: sulla volta e nella parte absidale sono visibili stucchi settecenteschi. Dopo essere stata sconsacrata venne adibita a magazzino. Attualmente è sede del Centro per l'Impiego del Ponente.

##### Villa Lomellini Doria Podestà

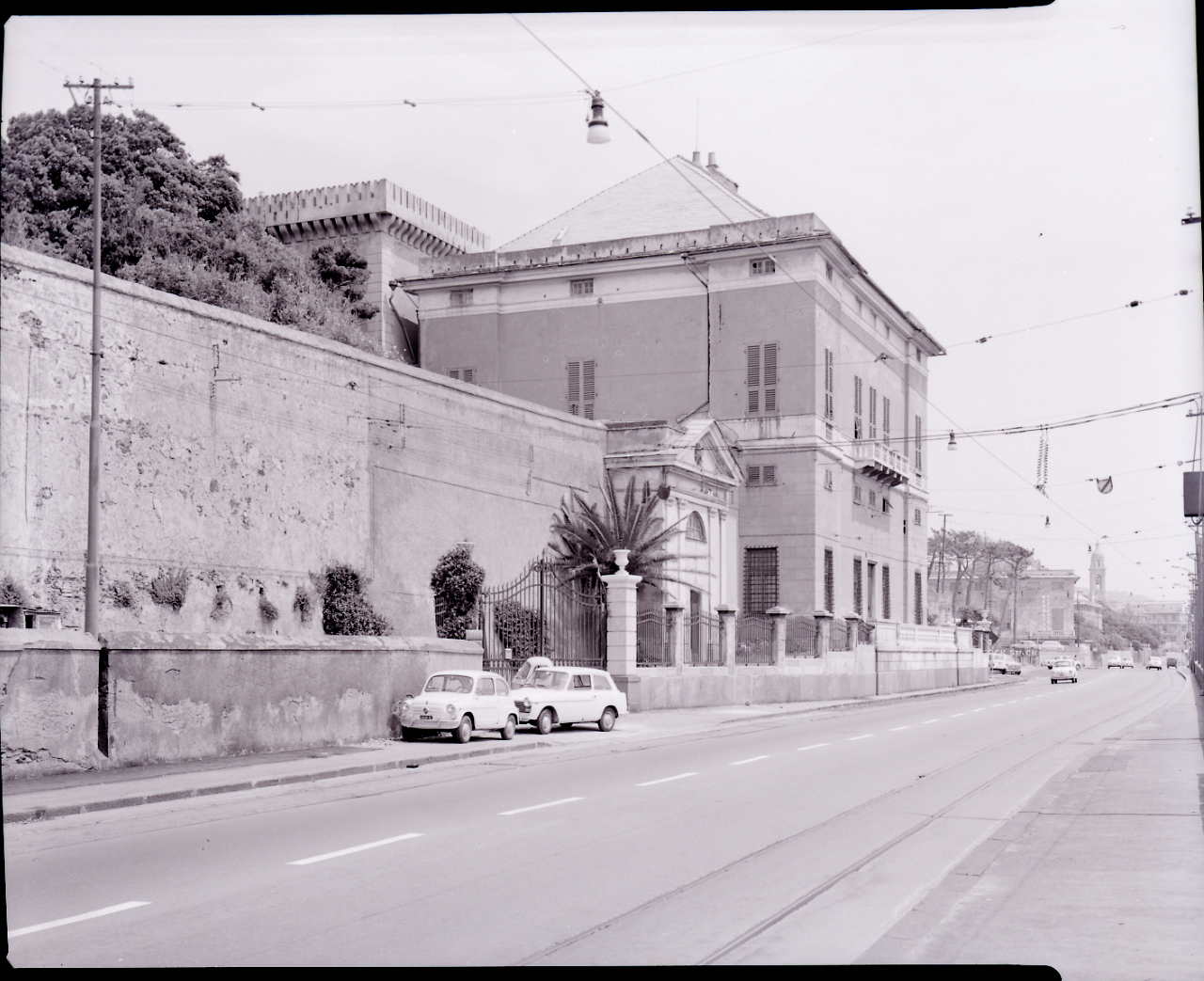
Villa Doria Podestà in una foto di Paolo Monti del 1964

In via Pra' 63. Costruita nel 1629 su progetto di Bartolomeo Bianco per Giacomo Lomellini, Doge di Genova (1625-1627), passò in seguito ai Doria, e nel 1847 a Luca Podestà (che più tardi acquistò anche la limitrofa villa Sauli unificandone così le diverse pertinenze agricole). All’interno, l’articolazione del piano nobile con la successione di scala, loggia aperta e grande salone centrale, denota l’influenza dell’Alessi. La realizzazione della litoranea sacrificò la bella scala esterna. Addossata lateralmente alla villa sul lato di ponente rimane la piccola cappella neoclassica.
Attualmente è sede del Parco del Basilico di Pra'.

##### Villa Adorno Piccardo
Si trova in via Pra' 62. Costruita probabilmente nel XV secolo, rimase di proprietà degli Adorno fino all’Ottocento, quando fu acquistata da Francesco Piccardo. Verso il 1630 Giò Battista Adorno incaricò Bartolomeo Bianco di progettarne l’ampliamento; la villa subì ulteriori modifiche con la costruzione di due bassi corpi a terrazza con balaustra, posti ai lati del fronte a mare. Le volte delle sale erano decorate con scene mitologiche: gli affreschi, realizzati da Giovanni Andrea Ansaldo, sono andati perduti per i gravi danni subiti durante l’ultima guerra. Il grande parco che circondava il palazzo fu lottizzato attorno al 1960, mentre nel 1973 l’edificio venne suddiviso in appartamenti.

##### Villa Pinelli Negrone De Mari
Via Pra' 61. Proprietà dei Pinelli, la villa esisteva sin dal XVI secolo: nel 1580 subì un restauro in cui venne affiancata da una torre. Nel 1634 Filippo Maria ne decise l’ampliamento, che affidò a Bartolomeo Bianco. Nel 1736 compare tra le proprietà di Ambrogio Negrone, nel catasto del 1798 risulta già proprietà di Gio Battista De Mari. La parte originaria, attribuita al Bianco, è riconoscibile nella zona centrale del palazzo; i due corpi aggiunti lateralmente sono frutto di un ampliamento settecentesco. All’Ottocento si possono far risalire alcune decorazioni dei prospetti, tra cui il coronamento a merli ghibellini della torre, mentre gli ornamenti delle sale interne sono del primo Novecento; del 1960 sono invece i nuovi ampliamenti a monte del palazzo.
In epoca moderna è stata sede del collegio e poi dell'istituto scolastico delle suore Orsoline, fino al 1991.

##### Villa Negrone della Loggia
Conosciuta come "Villa Fiammetta", si trova in via Pieve di Teco 16, immediatamente a levante del bacino del torrente Branega. Costruita da Bendinelli Negrone nell’anno 1601. La villa è inserita tra le proprietà di Ambrogio Negrone col nome “villa nuova“, in contrapposizione alla “villa vecchia nominata San Giambattista” situata a monte, e che verso il 1960 fu trasformata in sede di una scuola materna. Esisteva inoltre a levante una cappella e sul fronte mare una doppia scala che saliva direttamente al piano nobile. 

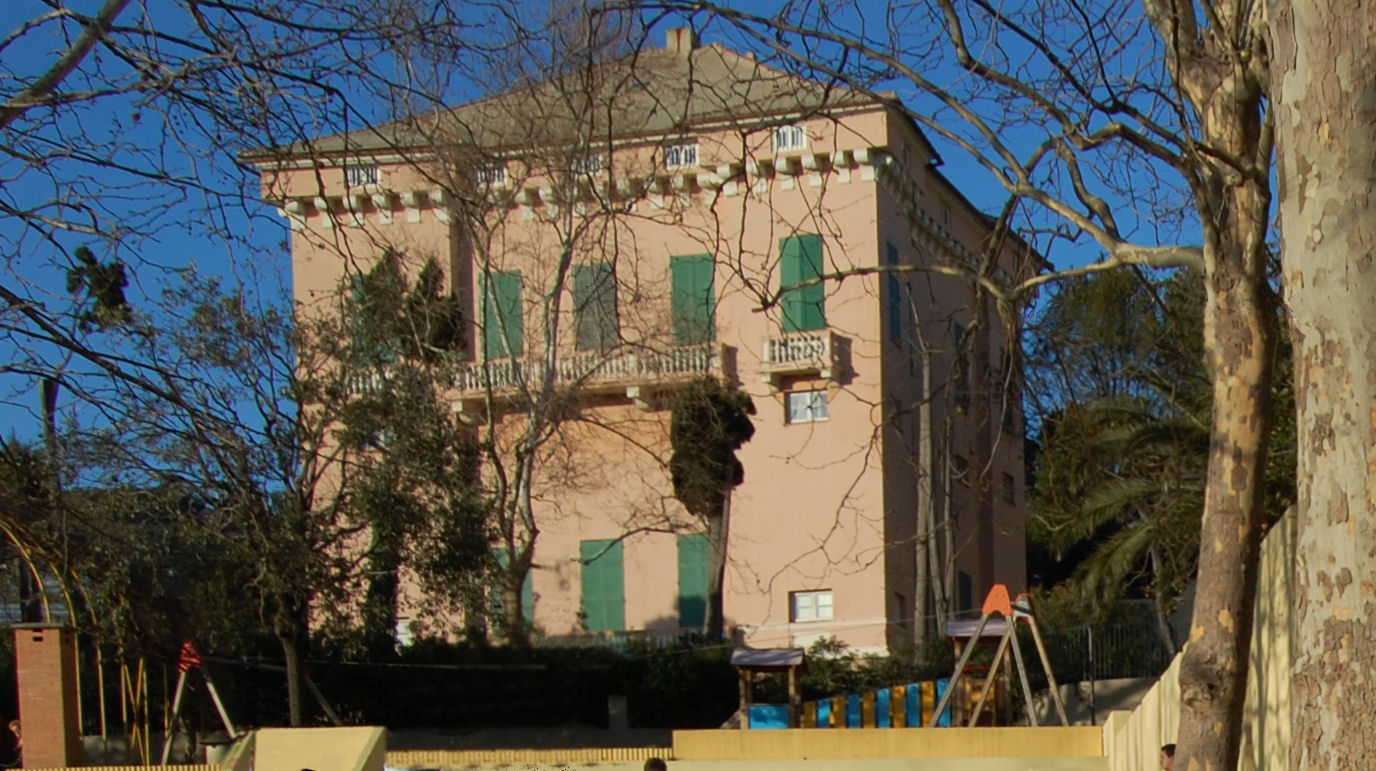
Villa Negrone della Loggia, detta "Villa Fiammetta"

Il palazzo unisce al carattere di sede di villeggiatura quello di munita fortezza a difesa del dominio dei Negrone, esteso alla valle del Branega La Villa (e l'annessa cappella), nel 1951, quando era di proprietà di Alfonso e Gianluigi Dufour, venne inserita nell'elenco dei vincoli architettonici, per "gli affreschi di scuola genovese del sec. XVI e per l'adiacente cappella del sec. XVII, nonché per la sua conformazione tipica e caratteristica di palazzo fortezza". Gli affreschi della villa, raffiguranti scene mitologiche, furono realizzati da Giovanni Andrea Ansaldo; quelli della cappella, invece, da Sebastiano Galeotti.

##### Villa Negrone
Detta "di San Pietro", si trova in via Cordanieri 21, sorge nell’ambito del complesso monastico della chiesa romanica e del cenobio di San Pietro. La residenza venne ricavata probabilmente dai Grimaldi tra il secolo XVI e XVII, in seguito la proprietà passò al ramo dogale dei Negrone. Il volume architettonico è per la massima parte occupato da un grande salone che due vestiboli simmetrici mettono in comunicazione diretta con il piazzale anteriore e col giardino, del quale sopravvivono solo alcune piante e rovine di ninfei. All'interno si trovano ampi saloni, spesso usati come teatro delle esibizioni di Camillo Sivori.

#### Altre ville
- Villa Grimaldi-Doria-D'Angri (XVII secolo[6]), un tempo probabilmente dotata di torre, acquistata attorno alla metà dal XIX secolo da Antonio Mantero e successivamente donata dallo stesso al comune di Pra' come nuova sede municipale.[6]
- Villa Laura (XVI-XVII secolo), dotata di feritoie per gli archibugi; all'interno, conserva pareti e soffitti affrescati.[6]
- Villa Gay (XVI secolo), già palazzo Giagin, al cui interno conserva numerosi affreschi.[6]
- Villa Bellando-Tixi[6]
- Villa Grillo (XVIII secolo)[6]
- Torre Grillo (XIX secolo)[6]
- Villa Ratto (XIX secolo)

### Le Lavatrici
All'interno del sestiere San Pietro è stato edificato, negli anni ottanta del XX secolo, un complesso residenziale chiamato originariamente Pegli 3, che tuttavia ha assunto quasi da subito il nome di Lavatrici per la curiosa forma delle quattro costruzioni di edilizia popolare che lo compongono. Il complesso, facente parte di Pra', e non di Pegli come erroneamente sostenuto per alcuni anni - articolato in quattro costruzioni parallele - sovrasta il tracciato dell'autostrada dei Fiori. Gli stabili sono stati edificati (su progetto di Angelo Sibilla, Aldo Pino e Aldo Luigi Rizzo) su piani sbalzanti esposti verso l'esterno seguendo l'andamento collinare nella discesa verso valle, in un territorio precedentemente occupato da oliveti. Il soprannome Lavatrici è dovuto in particolare alle grosse lastre di cemento con grandi fori a forma di rombo o di cerchio che sono poste sulla facciata come decorazione e che fanno assomigliare le palazzine a oblò, appunto, di lavatrici. Per il loro forte impatto visivo e ambientale, spesso vengono considerate come un simbolo di degrado urbano e talvolta definite dei veri e propri ecomostri. Nel 2015 il Comune di Genova ha approvato un progetto di restyling, denominato Piano del Colore che prevede la possibilità di tinteggiare alcune parti degli edifici (corpi scale, balaustre, passaggi pubblici ecc.), in maniera tale da “frammentare” i grandi volumi edificati con tocchi di colore che rendano i fabbricati più riconoscibili.

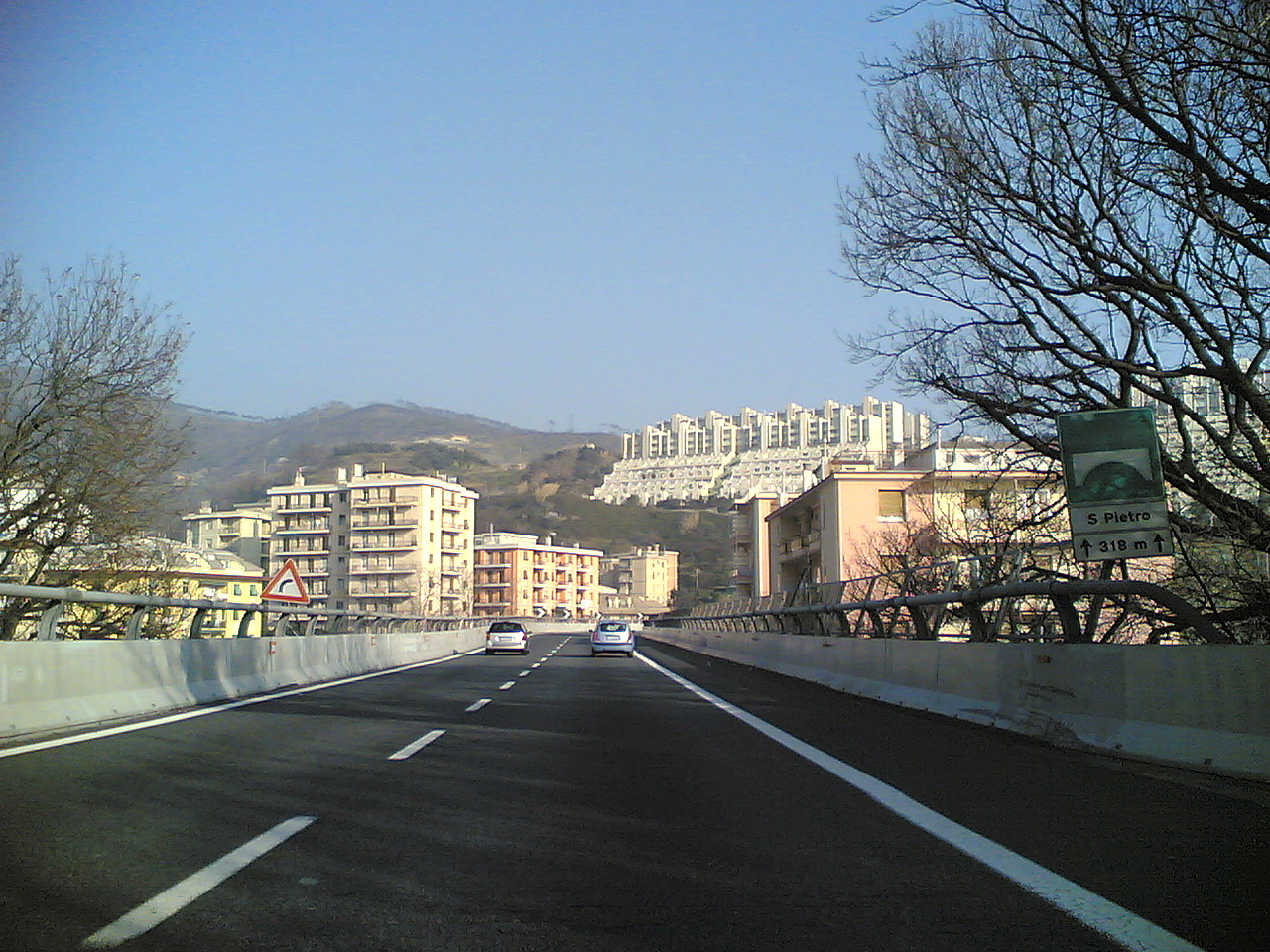
Il complesso delle Lavatrici
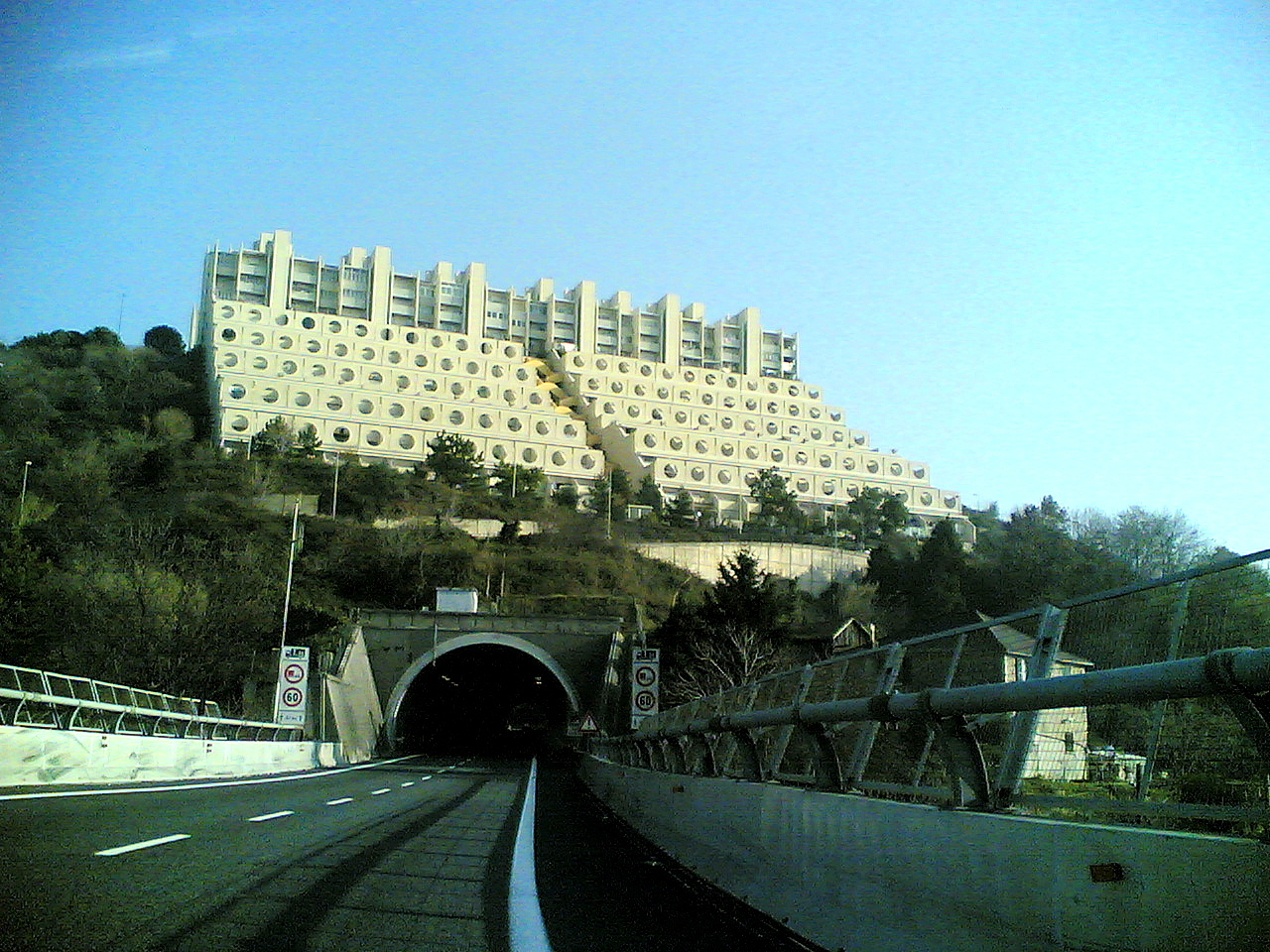
Il complesso delle Lavatrici
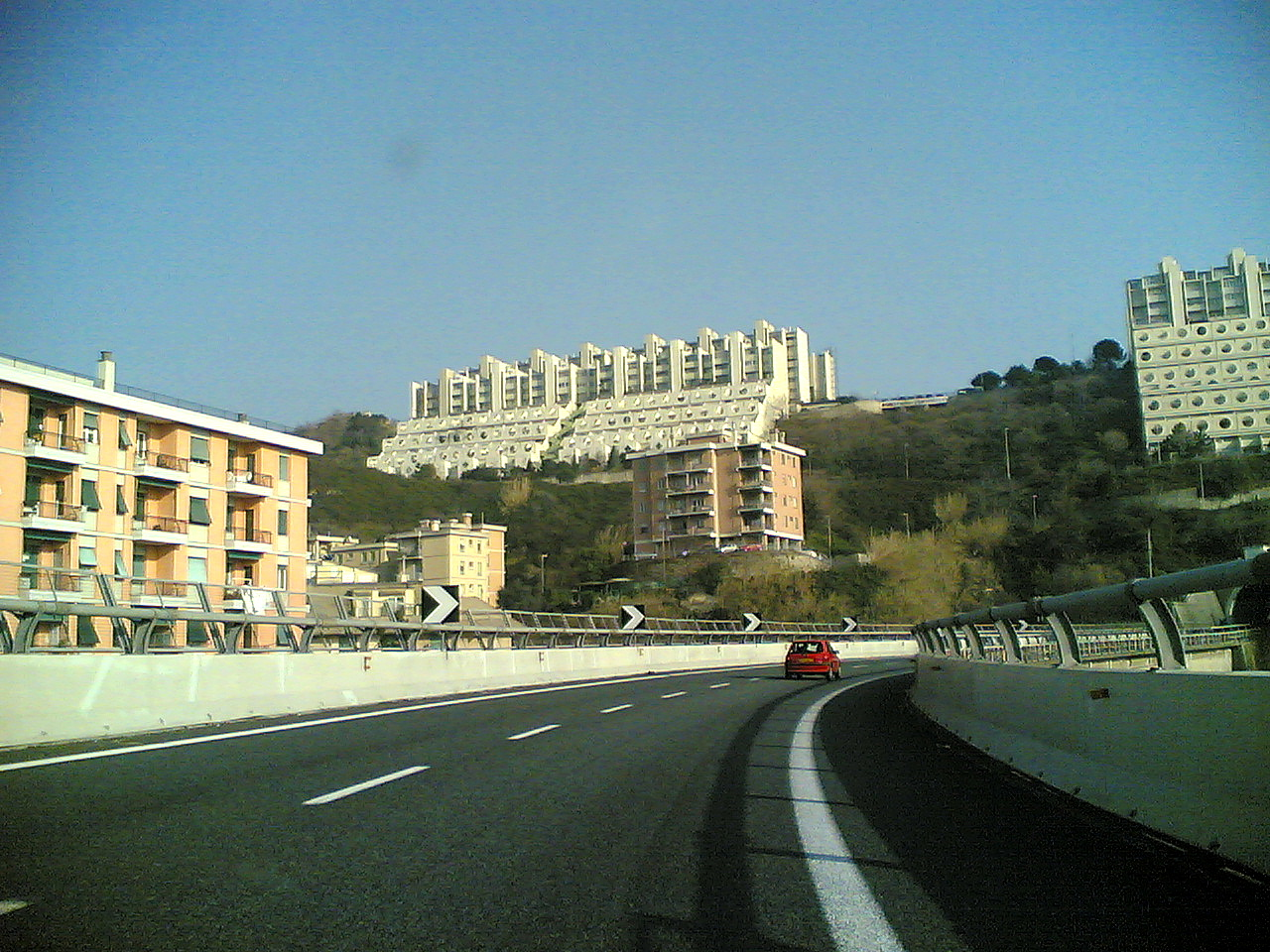
Il complesso delle Lavatrici
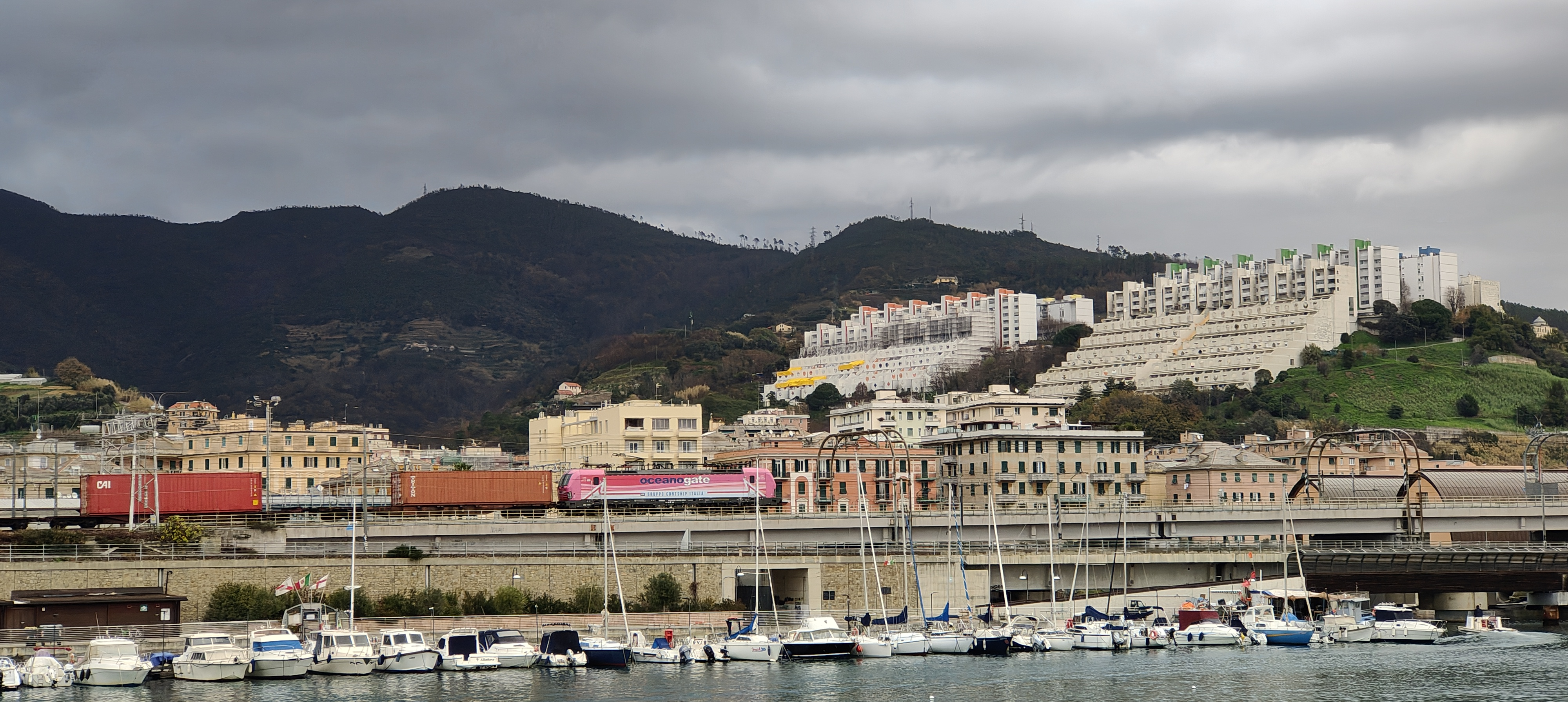
Vista delle Lavatrici e la rampa cargo Bretella di Pra' per Borzoli

### La "Fascia di rispetto"
(canto popolare genovese)

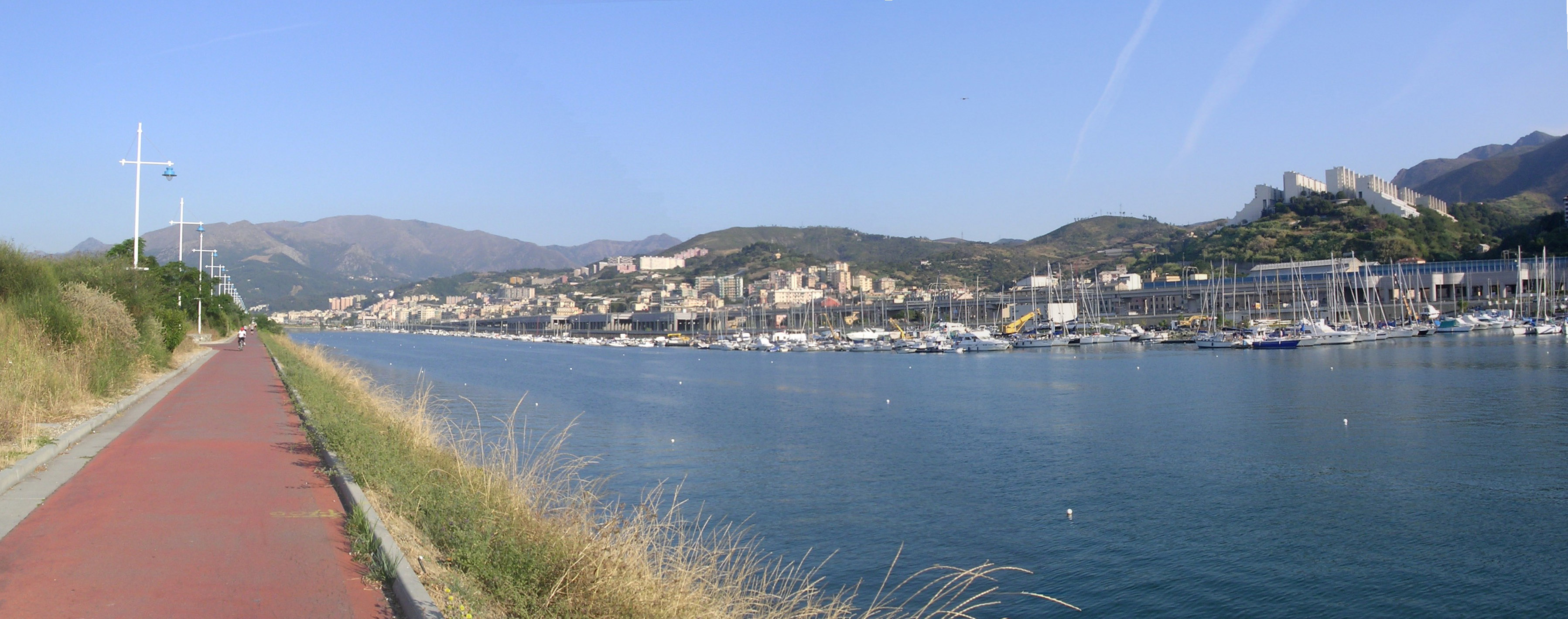
Il canale di calma della fascia di rispetto

La fascia di rispetto è un percorso cementificato lungo 5,6 km al cui interno vi sono diversi spazi verdi.
All'interno della "Fascia di rispetto" sono riaffiorate alcune attività sportive che per molti anni erano rimaste eclissate dal porto ad esempio la Speranza (canottaggio) e l'Aragno (Pallanuoto). Vi sono edificate quattro palazzine di cui due, in legno con copertura in rame, che assumono il nome di "barche" per la loro forma che richiama quella di una barca rovesciata, vengono utilizzate dal Club Speranza come propria sede e ricovero delle imbarcazioni.
Le altre due sono utilizzate come sede dal Club Aragno, un bar, e altre società tra cui la Praese, locale squadra di calcio nata dalla fusione delle due precedenti squadre di Pra' Folgore e Edera Pra'-Palmaro; viene altresì costruito un nuovo campo da calcio a undici giocatori, trasformato poi in erba sintetica. Al Club Speranza, società di canottaggio, viene affidata la gestione del canale di calma, dove si svolgono i campionati mondiali giovanili di canottaggio nel 2002, e molte altre gare di canottaggio locale.
Nel 2001 viene anche costruito un parco, polmone verde e sfogo per i bimbi nella zona antistante il sestiere di Sapello. Sia il parco, intitolato ad Achille Dapelo, stimatissimo medico scomparso tragicamente nell'alluvione del 23 settembre 1993 e mai più ritrovato, sia la passeggiata godono di una donazione di rilievo, al termine di Euroflora 2001, parecchie palme provenienti dalla fiera vengono trapiantate nei due siti.
L'ultimo baluardo che divide Pra' dal suo mare comincia a cedere il 2 aprile 2006, quando viene ultimata la nuova fermata del treno di Pra' in seguito allo spostamento a mare della sede ferroviaria, viene eliminato il passaggio a livello. Solo una settimana più tardi viene inaugurata un'opera attesa parecchio tempo: la nuova piscina, diventata nel corso degli anni una delle realizzazioni di maggior successo, con ampia offerta di servizi e grande affluenza di pubblico non solo da Pra' ma da ampie zone limitrofe.

Il logo della Pubblica Assistenza, con le mani giunte volte a indicare i valori di solidarietà, collaborazione e tolleranza caratterizzanti l'attività dell'associazione

## La P.A. Croce Verde Praese
Una delle realtà attive nel volontariato locale è costituita dalla storica Pubblica Assistenza Croce Verde Praese, fondata dai cittadini praini il 6 agosto 1906.
La P.A. Croce Verde Praese si occupa oggi di interventi di soccorso in collaborazione con il 118 di Genova, trasporti sanitari ordinari, assistenza a manifestazioni, corsi di formazioni per cittadini scuole e aziende, protezione civile. Ente morale dal 1926, la pubblica assistenza è aderente all'ANPAS, Associazione Nazionale Pubbliche Assistenze.

## Trasporti e Vie di comunicazione

### Strade
Pra' è attraversata dalla Strada statale 1 Via Aurelia e dall'Autostrada A10 (Genova-Ventimiglia Autostrada dei fiori) con il casello autostradale di Pra', da dove comincia anche l'Autostrada A26 (Genova-Gravellona Toce). Fino al 2017 il casello era intitolato alla delegazione di Genova Voltri; nel giugno di quell'anno, dopo anni di proteste ed esposti da parte della comunità praese, esso fu ridenominato "Genova Pra'".

### Linee ferroviarie
È attraversata dalla linea ferroviaria Genova - Savona - Ventimiglia, recentemente spostata a mare, e dispone di una nuovissima stazione situata nella "Fascia di rispetto".

### Porti
Nel braccio di mare antistante la delegazione è stato realizzato il Bacino Portuale di Pra', adibito alla movimentazione dei container. Il porto è sempre stato situato solo ed esclusivamente a Pra', ma ha mantenuto dalla sua realizzazione l'impropria denominazione "di Voltri". Non a caso, nel tentativo di ristabilire la realtà delle cose, era stato fondato il "PDE", o "Pra' Distripark Europa". A partire dal 4 settembre 2014, l'Autorità Portuale di Genova ha ufficialmente modificato la denominazione del porto in "Bacino Portuale di Pra'".
Inoltre, nel canale di calma creato dal riempimento effettuato per la realizzazione del suddetto porto, è cresciuto via via un approdo per imbarcazioni da diporto a vela e a motore con accosti, moli, pontili, cantieri navali e di rimessaggio, che è oggi uno dei porti per la nautica da diporto più grandi d'Italia.

## Sport

### Calcio
Le squadre di calcio con sede nella delegazione sono:
- ASD Praese 1945, nasce dalla fusione nel 1991 fra le due storiche squadre calcistiche della delegazione: l'U.S. Edera Prà 1945 e l'U.S. Pra Folgore 1963. Attualmente milita nel campionato di Eccellenza della Liguria. La squadra disputa i suoi incontri casalinghi allo stadio G.B. Ferrando - "Baciccia", il cui manto è in erba sintetica.
- GSD Olimpic 1971, la cui prima squadra milita nel campionato di Prima Categoria. Le sedi sono il campo sportivo Ratto e il campo sportivo Branega.

### Nuoto e pallanuoto
Presso la delegazione ha sede il G.S. Aragno, fondato nel 1946, che, fino alla costruzione del Bacino Portuale di Pra', aveva il proprio campo di gioco nelle specchio marino antistante i bagni Miramare. L'attività sportiva è ripresa nel 2006, a seguito della costruzione della nuova struttura, la piscina "I delfini" di Pra'. Dal 2006 è incominciata una collaborazione con l'ASD Nuotatori Rivarolesi, fino alla nascita della "Aragno Rivarolesi".

### Canottaggio
Presso il centro remiero e il canale di calma di Pra' hanno sede la Federazione Italiana Canottaggio Sedile Fisso, il Gruppo Sportivo Speranza A.S.D. e l'A.S.D. Canottaggio per tutti.
Il canale di calma di Pra' è sede di gare nazionali e internazionali di canottaggio.